# Ficus leptogramma
Ficus leptogramma är en mullbärsväxtart som beskrevs av Edred John Henry Corner. Ficus leptogramma ingår i släktet fikonsläktet, och familjen mullbärsväxter. Inga underarter finns listade i Catalogue of Life.